# 古爾德冰川
66°47′S 64°39′W / 66.783°S 64.650°W
古爾德冰川是南極洲的冰川，位於葛拉漢地東岸，長19公里，在1946至1947年首次由英國探險隊測量，以英國極地歷史學家和製圖師命名。